# Receptor GABAB

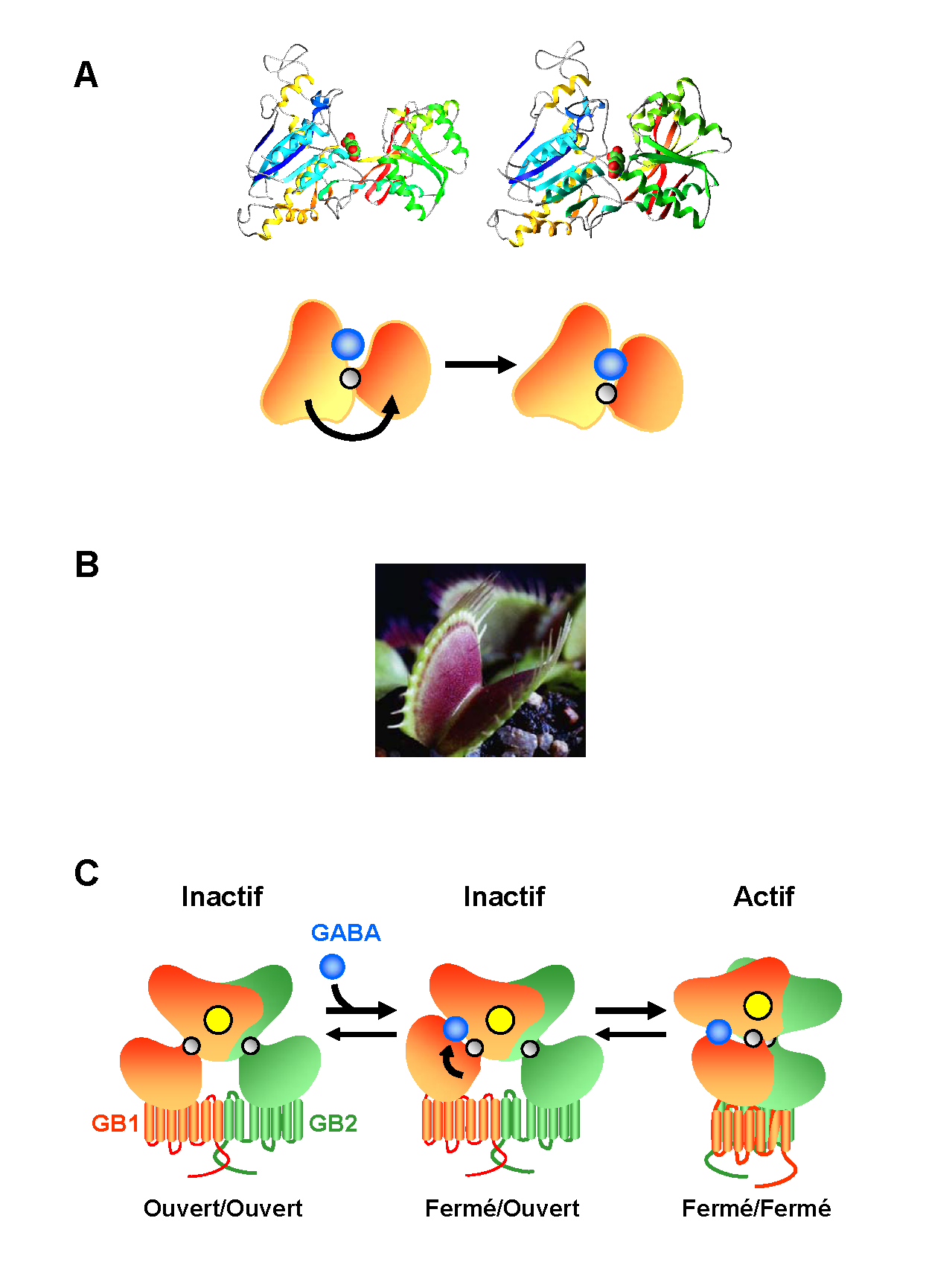
Modelo de funcionamento do domínio extracelular do receptor GABAB. A ligação de um agonista (em azul) ao nível do GB1 estabiliza a forma fechada do receptor B

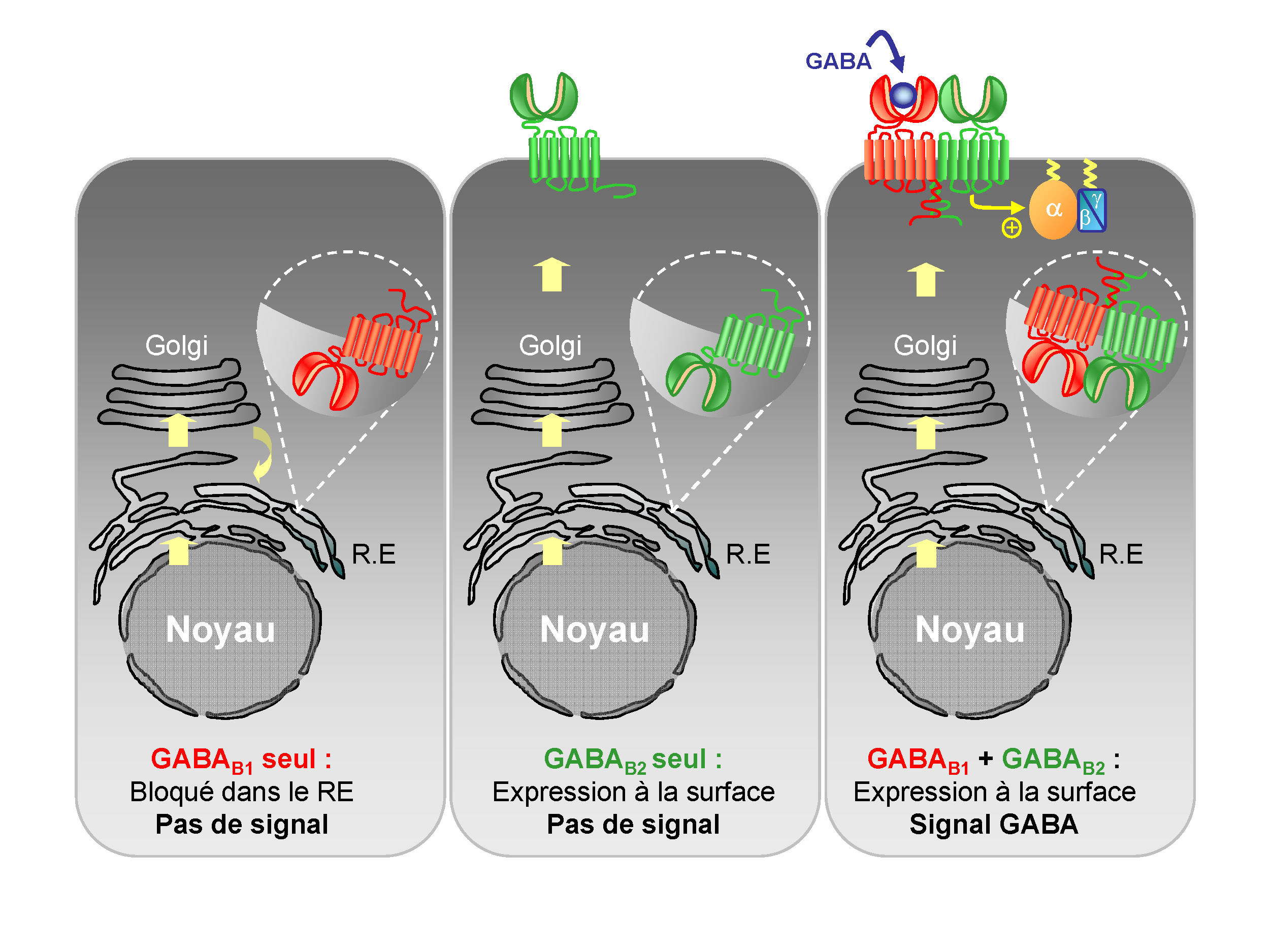
O envio de receptores GABA_{B} à membrana. E ligação do GABA ao receptor, ativando a proteína G

Os receptores GABAB (GABABR) são receptores metabotrópicos transmembranares, ativados pelo ácido gama-aminobutírico (GABA), ligados a uma proteína G em canais de potássio. Esses receptores são encontrados na região periférica e central do sistema nervoso autônomo.

## Funções
Os receptores GABAB podem estimular a abertura dos canais de K+, o que faz com que o neurônio ao equilíbrio do potencial de K+, hiperpolarizando o neurônio. Isto evita a abertura dos canais de sódio, evita que o potencial de ação dispare, impede a abertura dos canais de Ca2+ dependente de voltagem, e por isso impede a liberação de neurotransmissores. Assim os receptores GABAB são considerados receptores inibidores.
Eles também podem reduzir a atividade da adenilato ciclase e diminuir a condutância de Ca2+ na célula.
Os receptores GABAB estão envolvidos nas ações do etanol, GHB (ácido gama-hidróxibutírico) e possivelmente na dor. Pesquisas recentes sugerem que este receptor pode representar uma importante função no desenvolvimento.

## Estrutura
GABABRs são semelhantes na estrutura e da mesma família dos receptores metabotrópicos de glutamato. Existem dois subtipos do receptor, GABAB1 e GABAB2, e estes mostram-se juntos como heterodímeros nas membranas neuronais, ligando-se por sua porção intracelular carboxi-terminal.
Especula-se que a ligação do GABA causa uma modificação da estrutura do receptor de um modo parecido do qual a planta dionéia pega as moscas.

## Ligantes seletivos

### Agonistas
- GABA
- Baclofeno (é um análogo GABA, que age como um agonista seletivo dos receptores GABAB, e é usada como relaxante muscular. No entanto, pode agravar a crise de ausência e, por isso, não é utilizado na epilepsia)
- GHB
- Fenibut

### Antagonistas
- Saclofeno
- Faclofeno
- Feniletilamina[9]
- SCH-50911